# José Luis Soro
José Luis Soro Domingo (Zaragoza, 17 de diciembre de 1966) es un político español de la Chunta Aragonesista (CHA). Desde el 6 de julio de 2015 es consejero de Vertebración del Territorio, Movilidad y Vivienda de la Diputación General de Aragón en el Gobierno de coalición PSOE-Podemos-CHA-PAR presidido por el socialista Javier Lambán. También fue presidente de Chunta Aragonesista entre 2012 y 2020.  Entre 2011 y 2015 fue diputado en las Cortes de Aragón por la circunscripción de Zaragoza (VIII y IX Legislaturas), siendo reelegido en 2019.

## Biografía
Soro es licenciado en Derecho por la Universidad de Zaragoza y colegiado en Zaragoza desde 1993 (aunque en la actualidad no ejerce). Milita en CHA desde 1994, y desde 2008 ha sido el responsable de la vicesecretaría general de Acción Política.
En las elecciones de mayo de 2011 fue elegido diputado por la Chunta Aragonesista en las Cortes de Aragón por la circunscripción de Zaragoza y portavoz adjunto del Grupo Parlamentario desde entonces.  Anteriormente ya había sido asesor jurídico del Grupo Parlamentario CHA en las legislaturas VI y VII (2003-2011).
En febrero de 2012 fue elegido presidente de Chunta Aragonesista con el 74,2% de los votos, en la IX Asamblea Nazional, sucediendo a Nieves Ibeas.  Y en 2014 fue nombrado portavoz del Grupo Parlamentario.

### Consejero del Gobierno de Aragón
Tras las elecciones autonómicas de mayo de 2015, en las que CHA pasó de 4 diputados a 2 en las Cortes de Aragón, José Luis Soro, reelegido diputado por la circunscripción Zaragoza, entró a formar parte del Gobierno de coalición PSOE-CHA, presidido por el socialista Javier Lambán. El 6 de julio de 2015, Soro tomó posesión de su cargo en el Pignatelli como consejero de Vertebración del Territorio, Movilidad y Vivienda de la Diputación General de Aragón. De esta forma, CHA entró en un ejecutivo autonómico aragonés por primera en sus 29 años de vida como partido político.
Esta nueva consejería asumió las competencias del anterior Departamento de Política Territorial e Interior en materia de ordenación del territorio, la totalidad de las competencias atribuidas al Departamento de Obras Públicas, Urbanismo, Vivienda y Transportes y las competencias de Turismo, hasta ahora ejercidas por el Consejero de Economía y Hacienda en el anterior ejecutivo popular-aragonesista de Luisa Fernanda Rudi.
Tras las elecciones de 2019 volvió a ser reelegido como Consejero de Vertebración del Territorio, Movilidad y Vivienda aunque sin las competencias en materia de turismo.